# Гагарин. Первый в космосе
«Гагарин. Первый в космосе» — российский художественный фильм 2013 года режиссёра Павла Пархоменко о первом космонавте планеты Юрии Гагарине и его полёте в космос.
Премьерный показ фильма состоялся в московском кинотеатре «Октябрь» 12 апреля 2013 года, затем фильм показали в управлении космических программ ООН (Вена) и на XXI фестивале «Виват кино России!» (Санкт-Петербург).
В общероссийский прокат фильм вышел 6 июня 2013 года, телепремьера фильма состоялась 12 апреля 2014 года.

## Сюжет
Фильм посвящён жизни Юрия Гагарина, его детству, подготовке к полёту и борьбе за первенство в отряде космонавтов. Показаны отношения Юрия с женой Валентиной и генеральным конструктором Сергеем Королёвым. В центре фильма находится космический полёт Гагарина, перед и во время которого он вспоминает различные ключевые моменты своей жизни.
Лейтмотивом фильма является борьба за право быть первым.

## В ролях

### В главных ролях
- Ярослав Жалнин — Юрий Гагарин
- Михаил Филиппов — Сергей Королёв, генеральный конструктор
- Владимир Стеклов — Николай Каманин, генерал-лейтенант
- Вадим Мичман — Герман Титов
- Даниил Воробьёв — Григорий Нелюбов
- Ольга Иванова — Валентина Гагарина, супруга Юрия Гагарина
- Виктор Проскурин — Алексей Иванович Гагарин, отец Юрия
- Надежда Маркина — Анна Тимофеевна Матвеева, мать Юрия

### В ролях
- Анатолий Отраднов — Андриян Николаев
- Сергей Лактюнькин — Валерий Быковский
- Анатолий Гущин — Алексей Леонов
- Сергей Калашников — Павел Попович
- Евгений Ткачук — лейтенант
- Инга Оболдина — Адиля Равгатовна Котовская
- Сергей Кагаков — Олег Ивановский
- Сергей Тезов — Евгений Карпов
- Александр Завьялов — Анатолий Кириллов
- Дмитрий Тихонов — Константин Феоктистов
- Олег Капанец — начальник лётного училища
- Владимир Чуприков — Никита Сергеевич Хрущёв, первый секретарь ЦК КПСС
- Христофер Яковцев — Юрий Гагарин в детстве

## Съёмочная группа
- Авторы сценария: Олег Капанец, Андрей Дмитриев
- Режиссёр-постановщик: Павел Пархоменко
- Композитор: Джордж Каллис
- Оператор-постановщик: Антон Антонов

## Факты
- Картина стала первым фильмом-биографией о Юрии Гагарине, на который дала согласие семья космонавта.
- Фильм имеет статус национального (УНФ № 16775 от 14.09.2009 г.)[8].
- Съёмки проходили в Крыму (сцены, действие в которых проходит на космодроме Байконур), Тверской области и в Москве[7]. Для фильма был создан макет корабля Восток[7].
- Владимир Стеклов, исполнивший роль генерала Николая Каманина — единственный из актёрского состава, кто имел опыт реальной космической подготовки. Его полёт планировался в 2000 году для съёмок художественного фильма на борту станции «Мир». Однако из-за финансовых проблем полёт актёра не состоялся[9].

## Отзывы
12 апреля 2013 года на премьере фильма в московском кинотеатре «Октябрь» Елена Гагарина, старшая дочь Юрия Гагарина, заявила:

Для всей нашей семьи решение принять участие в создании художественного фильма было непростым. Мы уже не раз получали подобные предложения, но мне впервые показалось, что попытка снять художественный фильм про моего отца увенчается успехом… Было очень трогательно, когда актёр, играющий моего отца, очень волновался. Вы тоже непременно увидите это. Я думаю, что «Гагарин. Первый в космосе» стал фильмом, которым его создатели могут гордиться.
— Премьера фильма «Гагарин. Первый в космосе»
На сайте Мегакритик фильм получил рейтинг 58 из 100 по 15 рецензиям.
В российском кинопрокате фильм не получил особого успеха, во многом из-за слабого интереса к нему со стороны прокатчиков, его сборы составили около 35—36 млн рублей.

…недавно закончился прокат её картины «Гагарин. Первый в космосе», … Прокат «Гагарина» оказался не слишком удачным — его сборы, по данным «Бюллетеня кинопрокатчика», составили 35 млн руб. Капанец уверен, что «зрительский потенциал» его фильма был не меньше, чем у «Легенды № 17», но прокатчик — ЦПШ — очень неудачно расписал фильм: даже в больших мультиплексах было всего по два сеанса в день.
— Ведомости, 02.07.2013
Отзывы же о фильме рядовых зрителей были в основном положительными.